# تر آارد
تر آارد (به هلندی: Ter Aard) یک منطقهٔ مسکونی در هلند است که در آسن واقع شده‌است.